# Das Geheimnis der weißen Masken
Das Geheimnis der weißen Masken ist eine französische Fernsehserie nach dem gleichnamigen Roman von Alexandre Dumas, die im Jahr 1966 in Schwarz-Weiß produziert und in Frankreich ausgestrahlt wurde. Die deutsche Erstausstrahlung erfolgte ein Jahr später durch die ARD. Kontext der Serie ist die Zeit des Napoleon Bonaparte gegen Ende des 18. Jahrhunderts.

## Handlung
Die Unruhen der Französischen Revolution haben sich noch nicht gelegt, als sich zur Zeit des Direktoriums die mysteriöse Bruderschaft Les Compagnons de Jéhu das Ziel setzt, den Usurpator Napoleon Bonaparte zu stürzen und den Bourbonen Ludwig XVIII. auf den Thron zu setzen. Napoleon beauftragt seinen Adjutanten Roland de Montrevel, die adeligen Mitglieder dieser Bruderschaft, die mit weißen Masken Postkutschen ausrauben und Staatsgelder entwenden, zu jagen und zu entlarven. Unterstützt wird Roland von seinem englischen Freund Sir John Tanley. Anführer der skrupellosen Bruderschaft ist der Edelmann Morgan.

## Schauspieler und Rollen
| Schauspieler       | Rolle                                   |
| ------------------ | --------------------------------------- |
| Alfred Baillou     | Joseph                                  |
| Gisèle Casadesus   | Louise (de Montrevel)                   |
| Georges Claisse    | Barjols                                 |
| Pierre Clémenti    | d’Assas                                 |
| Jean-Pierre Darras | Lebrais                                 |
| Gérard Darrieu     | Roques                                  |
| Jean Daurand       | Branche d'Or                            |
| Claude Farell      | Madame Tallien                          |
| Bernard Fresson    | Odilon                                  |
| Claude Giraud      | Morgan (Baron Jacques de Saint-Hermine) |
| Bernard Jeantet    | Edouard (de Montrevel)                  |
| Yves Lefèbvre      | Roland de Montrevel                     |
| François Maistre   | Der Präsident                           |
| Pascal Mazzotti    | Der Abbé                                |
| Albert Michel      | Picot                                   |
| Alain Mottet       | Toussaint                               |
| Michael Münzer     | Sir John Tanley                         |
| Andréa Parisy      | Agathe                                  |
| Gilles Pelletier   | Montbar                                 |
| Marcel Pérès       | Alter Mann                              |
| Josée Steiner      | Amélie (de Montrevel)                   |
| Aram Stephan       | Abbé Fanon                              |
| Bernard Tiphaine   | Adler                                   |
| José Valera        | Napoleon Bonaparte                      |

## Episoden
| Folge | Titel                   | Erstausstrahlung (D)  |
| ----- | ----------------------- | --------------------- |
| 1     | Das Duell               | 7. April 1967 (SFB)   |
| 2     | Das Gespenst            | 21. April 1967 (SFB)  |
| 3     | Die drei Blinden        | 5. Mai 1967 (SFB)     |
| 4     | Das gefährliche Kollier | 30. Mai 1967 (HR)     |
| 5     | Die falsche Maske       | 13. Juni 1967 (HR)    |
| 6     | Tödlicher Auftrag       | 27. Juni 1967 (HR)    |
| 7     | 200.000 Franc in Gold   | 6. Juli 1967 (WDR)    |
| 8     | Die Flucht              | 13. Juli 1967 (WDR)   |
| 9     | Die falsche Freundin    | 20. Juli 1967 (WDR)   |
| 10    | Die Spionin             | 27. Juli 1967 (WDR)   |
| 11    | Gefangen                | 3. August 1967 (WDR)  |
| 12    | Der Prozeß              | 10. August 1967 (WDR) |
| 13    | Das Ende des Kampfes    | 17. August 1967 (WDR) |

## DVD-Veröffentlichung
Die Serie wurde am 13. Juli 2014 in einer Komplettbox mit allen 13 Episoden (2 DVDs) von Studio Hamburg Enterprises veröffentlicht.